# Elettrochemioterapia
L’elettrochemioterapia (ECT) è un tipo di chemioterapia che consente l'erogazione di farmaci non permeanti all'interno della cellula. Si basa sull'applicazione locale di impulsi elettrici brevi e intensi che rendono transitoriamente permeabile la membrana cellulare, permettendo così il trasporto di molecole altrimenti non consentite dalla membrana. La tecnica ha raggiunto l'uso clinico per il trattamento dei tumori cutanei e sottocutanei, utilizzando quali farmaci la bleomicina e il cisplatino. L'elettrochemioterapia con bleomicina è stata utilizzata in ambito clinico per la prima volta nel 1991 presso l'Istituto Gustave-Roussy in Francia, mentre l'elettrochemioterapia con cisplatino è stata usata per la prima volta nel 1995 presso l'Istituto di Oncologia, Lubiana, Slovenia. Da allora più di 4000 pazienti sono stati trattati con elettrochemioterapia in tutto il mondo (Australia, Austria, Belgio, Bulgaria, Danimarca, Francia, Germania, Grecia, Ungheria, Irlanda, Italia, Giappone, Messico, Nicaragua, Polonia, Portogallo, Slovenia, Spagna, Svezia, Regno Unito, Stati Uniti d'America). Recentemente sono state sviluppate nuove modalità elettrochemioterapiche per il trattamento di tumori interni utilizzando procedure chirurgiche, accedendo alla zona da trattare per via endoscopica o con approcci percutanei.

## Principio fisico
Quando una cellula biologica è esposta ad un campo elettrico di intensità sufficiente, si genera un aumento della tensione transmembranale, che porta la struttura della membrana cellulare a riarrangiarsi. Questi cambiamenti danno luogo ad un aumento della permeabilità della membrana cellulare, che permette così a molecole non-permeanti di entrare nella cellula. Questo fenomeno è chiamato elettroporazione (o elettropermeabilizzazione) e sta diventando ampiamente utilizzato per migliorare la somministrazione di farmaci anticancro nelle cellule, processo indicato come elettrochemioterapia.
Tutte le applicazioni biomediche di elettropermeabilizzazione cellulare usano correnti continue (unipolari) con impulsi brevi ed intensi (anche se in vitro possono essere utilizzati impulsi a tempo decaduto). L'ampiezza degli impulsi utilizzati dipende dai tessuti e dalla forma-posizione degli elettrodi, ma in vivo, per il trattamento di tumori, è noto che l'ampiezza degli impulsi elettrici deve essere sufficientemente alta per stabilire un campo elettrico di 400 V/cm nella zona del tumore (8 impulsi con durata di 100 microsecondi). Nei primi esperimenti sono stati utilizzati impulsi con durata di 1 secondo (cioè ad una frequenza di ripetizione di 1 Hz); oggi gli impulsi vengono erogati in un periodo di tempo molto più breve, ad una frequenza di ripetizione di 5000 Hz, con conseguente diminuzione del disagio del paziente e della durata del trattamento Per il trattamento di tumori profondi in relativa vicinanza del cuore, gli impulsi sono sincronizzati con il periodo refrattario assoluto di ogni battito cardiaco per ridurre al minimo la probabilità di interazione degli impulsi applicati con la funzione del cuore.

## Trattamento
Il trattamento elettrochemioterapico consiste nell'utilizzare, sistemicamente o localmente, farmaci citotossici non permeanti (per es. bleomicina) o farmaci a bassa permeazione (per es. cisplatino) e nell'applicare impulsi elettrici alla zona da trattare quando la concentrazione del farmaco nel tumore è al suo apice. In concomitanza degli impulsi elettrici le cellule vengono sottoposte ad un campo elettrico che provoca la formazione di difetti su scala nanometrica nella membrana cellulare, i quali alterano la permeabilità della membrana. In questa fase e per qualche tempo dopo l'erogazione degli impulsi, le molecole degli agenti citotossici possono diffondersi liberamente nel citoplasma ed esercitare il loro effetto citotossico. Molteplici posizionamenti degli elettrodi e successive applicazioni degli impulsi possono essere eseguiti durante una seduta al fine di trattare l'intera lesione, a condizione che la concentrazione del farmaco sia sufficiente. Il trattamento può essere ripetuto nel corso di settimane o mesi per ottenere la regressione delle lesioni più estese.

## L'efficacia e la rilevanza clinica
In una serie di studi clinici (di fase II e di fase III), i ricercatori hanno concluso che l’elettrochemioterapia di metastasi cutanee o sottocutanee con bleomicina e cisplatino ha un tasso di risposta obiettivo di oltre l'80%. La riduzione delle dimensioni del tumore ottenuta con elettrochemioterapia è risultata più veloce e più efficiente rispetto alla chemioterapia standard sia per i i tumori cutanei che quelli sottocutanei. Sono stati trattati con successo i pazienti con metastasi da melanoma della pelle, il sarcoma di Kaposi, il carcinoma a cellule squamose, il carcinoma a cellule basali, l'adenocarcinoma o carcinoma della mammella. Sono promettenti e incoraggianti anche i primi risultati clinici di elettrochemioterapia di tumori interni (ad esempio metastasi al fegato).

## Sicurezza
L'elettrochemioterapia impiega dosaggi più bassi di farmaci chemioterapici rispetto ai protocolli chemioterapici standard; pertanto gli effetti collaterali solitamente associati alla chemioterapia non sono presenti. In uso clinico di elettrochemioterapia, vengono registrati effetti collaterali limitati, legati all'uso della bleomicina o del cisplatino. Con un'opportuna anestesia è possibile alleviare i sintomi associati all'applicazione degli impulsi elettrici, consentendo un livello di dolore durante l'elettrochemioterapia accettabile per i pazienti. Oltre alla sensazione di dolore, che è limitata al tumore trattato ed al tessuto circostante, l'unico altro disagio è la contrazione muscolare che si ha alla ricezione dell'impulso elettrico. Il campo elettrico proprio del trattamento elettrochemioterapico induce anche un vasospasmo e per pochi minuti, nel volume trattato dei tessuti normali, il flusso sanguigno è interrotto tuttavia la sua durata è troppo breve per indurre effetti deleteri dovuti a ischemia. Nei tumori, invece, il blocco vascolare è di maggior durata e può contribuire all'efficacia del trattamento.

## Uso veterinario
L'elettrochemioterapia è utilizzata anche in oncologia veterinaria per una varietà di tumori in cani, gatti, cavalli e conigli. Ci sono centri in Brasile, Francia, Italia, Irlanda, Slovenia, Regno Unito, e nella Bay Area della California del Nord (Stati Uniti), dove questo trattamento è disponibile.
Il tasso di successo per l'elettrochemioterapia è stato dichiarato essere circa il 90%, con una media di 3-4 trattamenti nel caso di conigli.

## Commento
L'elettrochemioterapia è già stata approvata e rimborsata in diversi paesi dell'UE (Danimarca, Germania, Grecia, Italia, Polonia, Portogallo, Slovenia) e nel Regno Unito. Il dispositivo è stato certificato come dispositivo medico ed è offerto sul mercato con procedure operative standard per elettrochemioterapia dei tumori cutanei e sottocutanei.
La maggior parte dei pazienti intervistati durante uno studio clinico finalizzato a definire la Procedura Operativa Standard Europea di Elettrochemioterapia (ESOPE) sarebbe disposta a ripetere il trattamento un'altra volta, se necessario.